# Narthecusa
Narthecusa is een geslacht van vlinders van de familie spanners (Geometridae), uit de onderfamilie Ennominae.

## Soorten
- N. perplexata (Walker, 1862)
- N. tenuiorata Walker, 1862